# ムツアシガメ属
ムツアシガメ属（ムツアシガメぞく、Manouria）は、カメ目リクガメ科に属する属。模式種はエミスムツアシガメ。

## 分類
外部形態は異なる点が多いものの、内部形態では類似点が多いとされる。また近年の分子系統学による研究でも、本属を構成する2種は単系統群とされる。
- Manouria emys　エミスムツアシガメ　Asian forest tortoise
- Manouria impressa　インプレッサムツアシガメ　Impressed tortoise
- Manouria oyamai　オオヤマリクガメ[1][2]

## 分布
インド北東部、インドネシア（スマトラ島、ボルネオ島）、タイ、ブルネイ、ベトナム、マレーシア、ミャンマー、ラオス。カンボジアにも分布する可能性がある。中華人民共和国南部に分布するとされることもあるが、人為分布の可能性がある。
日本列島（南西諸島）には後期更新世までオオヤマリクガメ（Manouria oyamai）と呼ばれる化石種が生息していた。

## 形態
最大種はエミスムツシガメで最大甲長60cmとユーラシア大陸に分布するリクガメ科でも最大種。最小種はインプレッサムツアシガメで最大甲長31cm。背甲はやや扁平で、頂部は平ら。鼠蹊甲板は2枚以上で、鼠蹊甲板全体は腋下甲板より大型。腹甲の中では腹甲板が最も大型で、喉甲板は分厚くなる。
頭部は大型で、吻端は突出せず上顎の先端はやや鉤状になるか鉤状にならない。前肢は棍棒状で、棘や瓦状になった大型の鱗で覆われる。後肢と尾の間には発達した棘状の鱗がありムツアシ（六肢）の由来になっているが、本属固有の形態ではない。
オスの成体は左右の肛甲板の間の切れ込みが深く、アルファベットの「U」字状。また尾が太くて長く、尾を後ろへ伸ばした状態では総排出口全体が背甲の外側にある。メスは左右の肛甲板の間の切れ込みが浅く、アルファベットの「V」字状。また尾が細くて短く、尾を後ろへ伸ばした状態では総排出口全体が背甲の内側にある。

## 生態
エミスムツアシガメは低地（現在は開発によりやや標高の高い場所へ追いやられている地域もある）の湿度の高い常緑樹林、インプレッサムツアシガメは標高の高いやや乾燥した常用樹林と落葉樹林の混合林に生息する。
食性はエミスムツアシガメが植物食傾向の強い雑食で、インプレッサムツアシガメは主にキノコを食べる。
繁殖形態は卵生。地面に穴を掘って卵を産むが、エミスムツアシガメでは卵の上に植物や腐食質を集めて塚を作る。

## 人間との関係
中華人民共和国や生息地では食用や薬用とされることもある。
開発による生息地の破壊や、食用やペット用としての乱獲等により生息数が激減している。南西諸島に分布していた本属の構成種とされるオオヤマリクガメは後期更新世の地層から発見されており、発見時の痕跡などから渡来してきた人類の影響で絶滅したと考えられている。
ペットとして飼育されることもあり、日本にも輸入されている。